# Nico Forobosko
Nico Forobosko (* 17. August 2006) ist ein österreichischer Fußballspieler.

## Karriere
Forobosko begann seine Karriere beim SVU Liebenau. Zur Saison 2012/13 wechselte er zum SK Sturm Graz. Im Oktober 2017 wechselte er zum Grazer AK. Im Jänner 2019 kehrte er zu Sturm zurück, wo er ab der Saison 2020/21 auch sämtliche Altersstufen in der Akademie durchlief.
Im Dezember 2023 stand er gegen den SKN St. Pölten erstmals im Kader der zweiten Mannschaft. Sein Debüt für Sturm II in der 2. Liga gab er schließlich im September 2024, als er am neunten Spieltag der Saison 2024/25 gegen den First Vienna FC in der 85. Minute für Antonio Ilić eingewechselt wurde. Dies blieb sein einziger Zweitligaeinsatz für Sturm II. Im Februar 2025 wechselte er zu den Amateuren der SV Ried.